# Nokia N86
Nokia N86 8MP är Nokias första kameramobil med 8 megapixelkamera och lanserades sommaren 2009. Telefonen ingår i Nokias produktlinje N-series som är smartphones med stöd för Nokias N-Gage-plattform och Nokia Music Store. Modellen är skjutbar åt två håll, med en vanlig nummersats åt ena hållet och medieknappar för paus och spolning åt andra hållet.